# 蒔岡雪子
蒔岡 雪子（まきおか ゆきこ、1957年 - ）は、日本の小説家。東京都出身、立教大学大学院組織神学専攻博士課程単位取得満期退学。

## 略歴
- 1990年代、『すばる』で『少年ジャンプ』編集長インタビューなどを担当していた。当時の夫は沢田康彦（沢田氏は離婚後2002年に本上まなみと再婚した）。
- 2002年、「飴玉が三つ」で第94回文學界新人賞受賞。

## 作品リスト
- 「飴玉が三つ」（『文學界』2002年6月号）
- 「ミラクルフルーツ」（『群像』2003年4月号）
- 「皓一の背中」（『ユリイカ』2003年5月号）
- 「桜川の庭」（『文學界』2003年9月号）